# Магомедов, Зайналабид Габлитдинович
Зайналабид Габлитдинович Магомедов (29 сентября 1989, с. Усемикент, Каякентский район, Дагестанская АССР, РСФСР, СССР) — российский тайбоксер, представитель средней весовой категории. Заслуженный мастер спорта России по тайскому боксу. Двукратный чемпион мира по тайскому боксу.

## Карьера
Является воспитанником махачкалинского спортивного клуба имени Джамала Касумова, занимался у Зайналбека Зайналбекова и Анварбека Амиржанова. В 2010 году стал чемпионом мира. В 2002 году впервые в истории дагестанской школы тайского бокса стал двукратным чемпионом мира. В апреле 2013 года ему было присвоено звание Заслуженный мастер спорта России. В октябре 2013 года стал чемпионом Всемирных игры боевых искусств, одолев в финале белоруса Виталия Гуркова

## Личная жизнь
По национальности — кумык. Является выпускником Дагестанского государственного технического университета. Старший брат мастера ушу Али Магомедова.

## Достижения
- Чемпионат мира по тайскому боксу 2010 — ;
- Чемпионат мира по тайскому боксу 2012 — ;
- Чемпионат Европы по тайскому боксу 2012 —
- Всемирные игры боевых искусств 2013 — ;